# Gavarda
Gavarda és un municipi del País Valencià situat a la comarca de la Ribera Alta. Limita amb Alberic, Alcàntera de Xúquer, Antella, Beneixida, Càrcer i Castelló.

## Geografia
La superfície del terme és plana, excepte la part nord i nord-est que és una petita zona muntanyenca, on es troba el municipi nou de Gavarda, amb altures màximes de 150 m, amb les denominacions de Lloma Teixonera, Lloma Plana i Bateria. El terme municipal està situat a la vora del Xúquer, en la zona sud-oest de la comarca. El riu juntament amb la Séquia Reial del Xúquer envolten el poble.

## Història
Alqueria musulmana que després de l'ocupació cristiana va veure com Jaume I, repartia quatre jovades de terra a cadascú de sis dels seus lloctinents i la donà a poblar a catorze cristians. El 1364, Olfo de Pròxida va adquirir-la i en 1432, Alfons V va donar la jurisdicció civil i criminal als successors d'aquell.
En 1612, després de l'expulsió morisca, el duc de l'Infantat, va donar carta pobla a 30 cristians vells; a principis del segle xix produïa arròs, seda, blat, oli, vi, melons i altres fruites i hortalisses, a més a més comptava amb dues pedreres; a conseqüència de la "pantanà" del 1982 el poble fou construït de bell nou en cotes properes més elevades; si bé encara romanen un bon nombre d'habitants a l'antiga Gavarda.

## Demografia
| 1990  | 1992  | 1994  | 1996  | 1998  | 2000  | 2002  | 2004  | 2006  | 2007  | 2019  |
| ----- | ----- | ----- | ----- | ----- | ----- | ----- | ----- | ----- | ----- | ----- |
| 1.270 | 1.276 | 1.304 | 1.268 | 1.244 | 1.237 | 1.196 | 1.178 | 1.174 | 1.171 | 1.038 |

## Economia
L'agricultura és l'activitat més important. Està basada en el cultiu i el comerç de la mandarina i la taronja. També hi ha cultius d'horta tradicional i només queden algunes oliveres i garroferes. A partir dels anys 60 del passat segle començà una important crisi, i l'agricultura entrà en un període de recessió. Ara es troba en una fase de transformació. Pel que fa a la indústria, es reduïx a l'envasat i la comercialització de les fruites i hortalisses i taronges i també existix indústria tèxtil.

## Política i Govern

### Composició de la Corporació Municipal
El Ple de l'Ajuntament està format per 9 regidors. En les eleccions municipals de 26 de maig de 2019 foren elegits 7 regidors del Partit Popular (PP) i 2 de Compromís per Gavarda (Compromís).
| Eleccions municipals de 26 de maig de 2019 - Gavarda                                                             |                                     |                                     |                                     |      |          |          |
| Candidatura | Candidatura                         | Candidatura                         | Cap de llista                       | Vots | Vots     | Regidors |
| | Partit Popular                      |                                     | Vicente José Mompó Aledo            | 504  | 69,61%   | 7 (+1)   |
| | Compromís per Gavarda               |                                     | Francisco Sancho Prieto             | 158  | 21,82%   | 2 ()     |
| | Altres candidatures                 |                                     |                                     | 61   | 8,43%    | 0 ( -1)  |
| | Vots en blanc                       |                                     |                                     | 1    | 0,14%    |          |
| Total vots vàlids i regidors                                                                                     | Total vots vàlids i regidors        | Total vots vàlids i regidors        | Total vots vàlids i regidors        | 724  | 100 %    | 9        |
| | Vots nuls                           | Vots nuls                           | Vots nuls                           | 3    | 0,41%    |          |
| Participació (vots vàlids més nuls)                                                                              | Participació (vots vàlids més nuls) | Participació (vots vàlids més nuls) | Participació (vots vàlids més nuls) | 727  | 84,34%** |          |
| Abstenció | Abstenció                           | Abstenció                           | Abstenció                           | 135* | 15,66%** |          |
| Total cens electoral                                                                                             | Total cens electoral                | Total cens electoral                | Total cens electoral                | 862* | 100 %**  |          |
| Alcalde: Vicente José Mompó Aledo (PP) (15/06/2019) Per majoria absoluta dels vots dels regidors                 |                                     |                                     |                                     |      |          |          |
| Fonts: JEC, JEZ Xàtiva, Periòdic Ara. (* No són vots sinó electors. ** Percentatge respecte del cens electoral.) |                                     |                                     |                                     |      |          |          |

### Alcaldia
Des de 2011 l'alcalde de Gavarda és Vicente José Mompó Aledo (PP).
| Període                       | Alcalde o alcaldessa                                               | Partit polític | Data de possessió                | Observacions                                             |
| ----------------------------- | ------------------------------------------------------------------ | -------------- | -------------------------------- | -------------------------------------------------------- |
| 1979–1983                     | Vicente Benacloche Guillem                                         | PSPV-PSOE      | 19/04/1979                       | --                                                       |
| 1983–1987                     | Vicente Benacloche Guillem                                         | PSPV-PSOE      | 28/05/1983                       | --                                                       |
| 1987–1991                     | Vicente Benacloche Guillem                                         | IxP            | 30/06/1987                       | --                                                       |
| 1991–1995                     | Vicente Benacloche Guillem                                         | PSPV-PSOE      | 15/06/1991                       | --                                                       |
| 1995–1999                     | Vicente Benacloche Guillem                                         | PSPV-PSOE      | 17/06/1995                       | --                                                       |
| 1999–2003                     | José Luis Núñez Domínguez Pere Lluís Muñoz Femenia                 | PP Bloc-Verds  | 03/07/1999 24/07/2001            | Pacte de Govern --                                       |
| 2003–2007                     | Pere Lluís Muñoz Femenia                                           | Bloc-EV        | 14/06/2003                       | --                                                       |
| 2007–2011                     | Adela Martínez Corbí Pere Lluís Muñoz Femenia Adela Martínez Corbí | IxG Bloc IxG   | 16/06/2007 27/06/2009 18/08/2010 | Pacte de Govern Bloc+IxG Moció de censura IxG+PSPV+PP -- |
| 2011–2015                     | Vicente José Mompó Aledo                                           | PP             | 11/06/2011                       | --                                                       |
| 2015–2019                     | Vicente José Mompó Aledo                                           | PP             | 13/06/2015                       | --                                                       |
| 2019-2023                     | Vicente José Mompó Aledo                                           | PP             | 15/06/2019                       | --                                                       |
| Des de 2023                   | n/d                                                                | n/d            | 17/06/2023                       | --                                                       |
| Fonts: Generalitat Valenciana |                                                                    |                |                                  |                                                          |

## Monuments

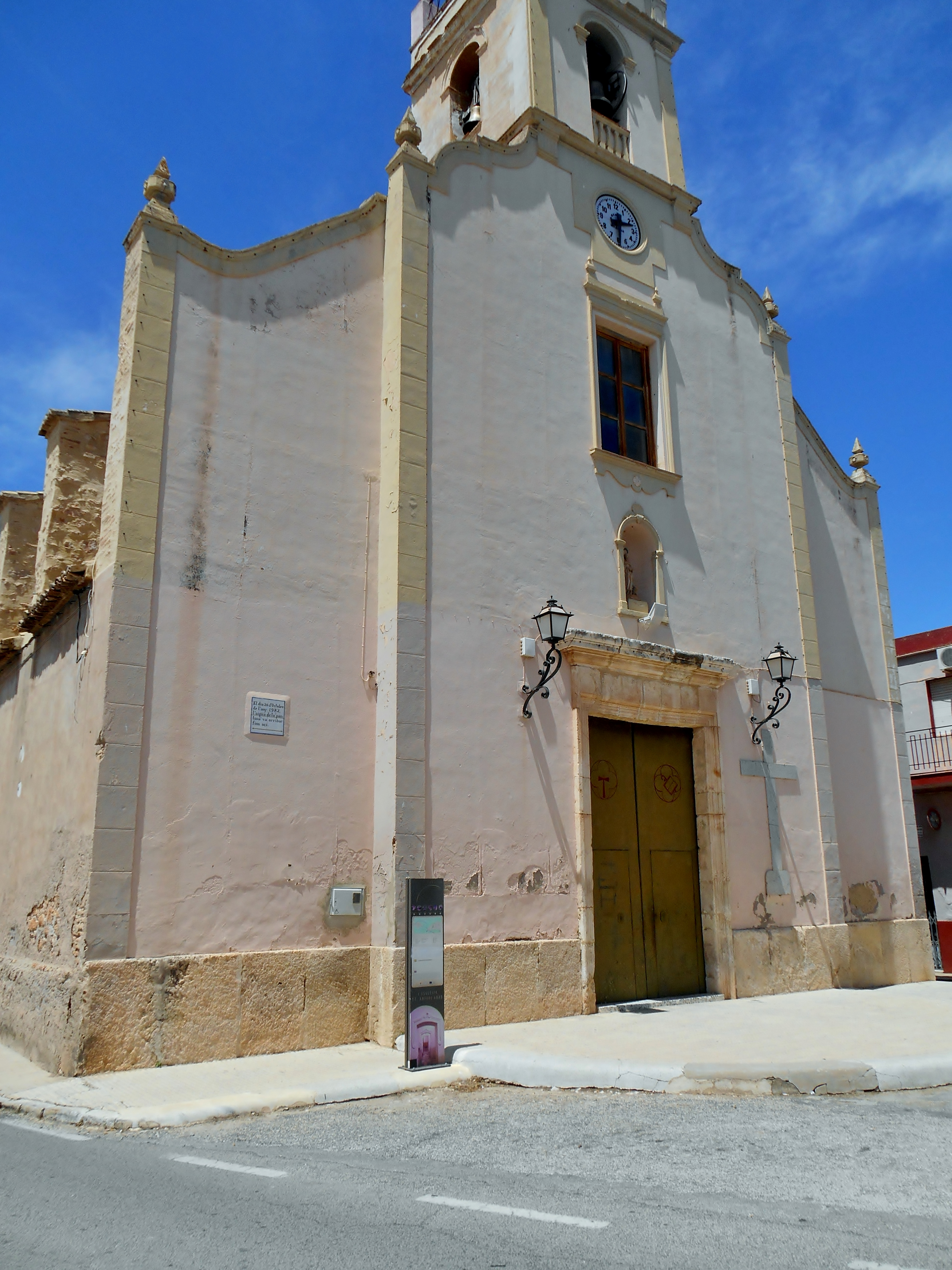
Església de Gavarda

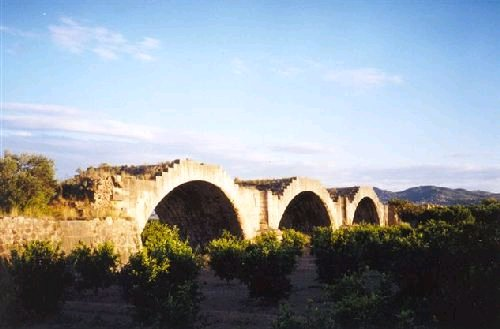
Pont del Rei

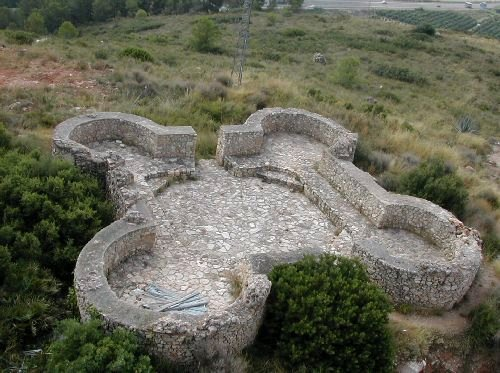
La Bateria

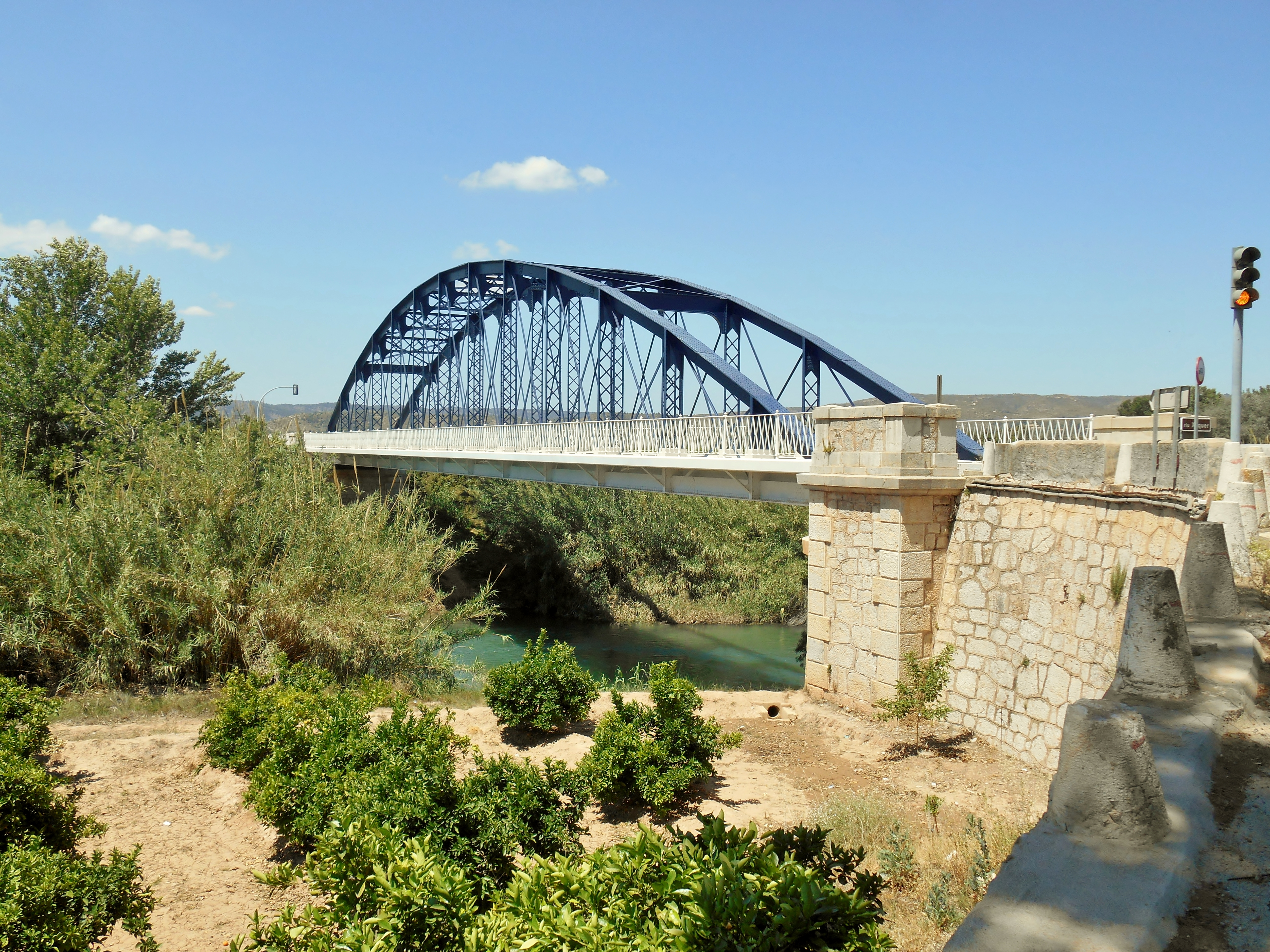
El Pont de ferro

- Església de Sant Joan Baptista i Sant Antoni. L'Església parroquial del nucli antic de Gavarda va ser construïda en 1870. És d'una sola nau amb capelles laterals. Destaca damunt de la portada una torre rematada per una monumental escultura del Sagrat Cor de Jesús.
- Pont del Rei. Construcció de finals del segle xviii (1786), és el fruit d'un projecte de noves vies de comunicació del regnat de Carles III, el primer intent de construir una carretera sobre el riu Xúquer. Se situa a l'esquerra de l'autovia València-Albacete poc abans de travessar el riu Xúquer. La seua construcció és conseqüència de la creació del denominat Nou Camí ral, obert entre els anys 1765 i 1778.
- La Bateria. Són les restes d'una fortificació del segle xviii, reutilitzada durant la guerra de la Independència. La seva planta és quadrada, amb torretes semicirculars en els cantons, amb contraforts de 0,95 m d'alçada i 0,62 m d'amplària en la base i 0,30 m en la part superior. L'amplària mitjana dels murs és de 0,60 m.
- Pont de Ferro. És de principis del segle xx (1917). Sobre ell passa la carretera Real de València a Albacete dintre de l'itinerari de la N-340 entre Gavarda i Beneixida. Posseïx un arc de ferro de 70 m de llum i 137 m de longitud. Va ser construït per l'empresa Maquinista Terrestre y Marítima per a travessar el riu Xúquer.

## Festes
- Festes de Sant Antoni. El 17 de gener es crema una gran foguera a la plaça.
- Festes majors a Sant Vicent i la Immaculada Concepció. Se celebren el cap de setmana després de Pasqua. Hi ha tres nits de festa amb tres dies plens d'activitats per a tots: Les "mascletaes", els focs d'artifici, balls amb orquestra, el teatre infantil, les cercaviles i el festival de bandes de música són elements principals.
- Ball de Pinyata. És el carnestoltes de Gavarda. S'organitza el dissabte després del Dimecres de Cendra.

## Gastronomia
Els arrossos, al forn, en paella o amb fesols i naps, i l'arnadí, les coques de cacau i les cristines hi són els menjars tradicionals.